# Geografia do Paraná
Geografia do Paraná é um domínio de estudos e conhecimentos sobre os aspectos geográficos desse estado brasileiro. Localiza-se a 51° 00′ 00″ de longitude oeste do Meridiano de Greenwich e a 24° 00′ 00″ de latitude sul da linha do equador e com fuso horário -3 horas em relação à hora mundial GMT. A área do estado é de 199 307,922 km² (algumas fontes indicam 199 709,1 km²), equivalente a 2,34% do território brasileiro, onde 1 603,770 km² estão em perímetro urbano.
A porção oriental do estado compreende uma curta baixada litorânea em território paranaense, e a serra do Mar bordeja os Planaltos e Serras de Leste-Sudeste. Depois da Depressão Periférica, na porção centro-oriental do estado, aparecem os Planaltos e Chapadas da Bacia do Paraná. Os rios da bacia hidrográfica do rio Paraná banham quase todo o território estadual. Os mais importantes cursos d’água são, fora o próprio rio Paraná, os rios Paranapanema, Iguaçu, Piquiri, Ivaí e Tibaji. O principal rio da bacia do Atlântico Sul em terras paranaenses é o Ribeira do Iguape.
O clima que predomina no Paraná é o subtropical úmido. Já, o norte tem um clima tropical de altitude. A temperatura é variável de 14 °C até 22 °C, e o clima é mais frio na porção meridional. As quantidades de chuva variam de 1 500 mm a 2 500 mm anuais. Na época do Descobrimento do Brasil, a cobertura vegetal de mais da metade do território do Paraná era a floresta ombrófila mista. Nas regiões mais altas dos planaltos, campos são frequentes.
O estado do Paraná está localizado na mesma latitude que o litoral sul da Namíbia, a uma distância de 6 035 km entre Matinhos (Brasil) e Lüderitz (Namíbia), por via marítima.

## Distribuição e localização do território

Mapa brasileiro mostrando seus estados classificados por área

Abrangendo uma área territorial de 199 307,922 km² (com inclusão das águas internas), o Paraná é o segundo maior estado em extensão da Região Sul. É ainda o décimo-quinto maior do Brasil, apenas Roraima, Rondônia, São Paulo, Piauí, Tocantins, Rio Grande do Sul, Maranhão, Goiás, Mato Grosso do Sul, Bahia, Minas Gerais, Mato Grosso, Pará e Amazonas são mais extensos. Seu território tem um tamanho maior do que nações como o Líbano, Israel, os Países Baixos, a República Dominicana, Portugal, o Uruguai e o Senegal, e, abrange 2,34% das terras do Brasil.

### Localização, fronteiras e pontos extremos
O território paranaense é cortado ao norte por um círculo imaginário: o Trópico de Capricórnio, que passa ao sul da cidade de Londrina, sendo o estado inteiramente situado no hemisfério ocidental e no hemisfério sul. Situa-se entre os paralelos 22° 30′ 58″ de latitude norte e 26° 43′ 00″ de sul e entre os meridianos 48° 05′ 37″ de longitude leste e 54° 37′ 08″ de oeste. O Paraná é mais extenso no sentido leste-oeste do que no norte-sul. Entretanto, como essas distâncias são quase duas vezes diferentes, costuma-se dizer que o Paraná é um estado desigualmente distante: a distância leste-oeste em linha reta alcança 647 km e norte-sul 468 km.
Ocupa uma área razoável no norte da Região Sul e inclui grande parte do seu interior com a porção leste mais estreita do que no resto, compartilhando fronteiras terrestres com São Paulo ao norte e nordeste; com Santa Catarina ao sul; com Mato Grosso do Sul a noroeste; com os departamentos paraguaios de Canindeyú e Alto Paraná a oeste; e com a província argentina de Misiones a sudoeste. Totalizam-se então 2 512 km de fronteira, sendo 2 414 km terrestres e 98 km marítimas.
Os pontos extremos do território paranaense são:
- Ao norte, a cachoeira do Saran Grande, no município de Jardim Olinda (22° 30′ 58″ S), Microrregião de Paranavaí, na fronteira com o estado de São Paulo.[9]
- Ao sul, a nascente do rio Jangada, no município de General Carneiro (26° 43′ 00″ S), Microrregião de União da Vitória, na fronteira com Santa Catarina.[9]
- O extremo leste do Paraná é a foz do rio Ararapira, no município de Guaraqueçaba (48° 05′ 37″ O), Microrregião de Paranaguá, na fronteira com o estado de São Paulo.[9]
- A oeste, o Porto Palacim, no município de Foz do Iguaçu (54° 37′ 08″ O), na microrregião homônima, na fronteira com o departamento paraguaio de Alto Paraná.[9]

### Divisão política e fusos horários

Mapa da divisão administrativa do Paraná

O Paraná é um unidade federativa inseparável da República Federativa do Brasil, constituída pela sua união indissolúvel de 399 municípios-membros, com a capital Curitiba, agrupados no interior de 6 regiões geográficas intermediárias e 29 imediatas; dentre as 399 municipalidades, 7 são litorâneas e 392 interioranas. Os municípios, em geral, têm como sede a cidade, chamada de distrito-sede na maior parte dos casos em que o território municipal é dividido em distritos.
As divisões políticas têm como objetivo o controle administrativo do território estadual e foram configuradas, cronologicamente, com a implementação das vilas e, finalmente, os municípios e suas atuais subdivisões em distritos/administrações regionais e os bairros oficiais. A divisão em 6 regiões geográficas intermediárias e 29 imediatas foi elaborada em 2017, no mesmo momento em que a disposição da área dos municípios do território paranaense se encontrava praticamente definida; em 1995, 28 municipalidades foram criadas por leis aprovadas na Assembleia Legislativa do Paraná. Atualmente, o Paraná se encontra dividido em 399 municípios.
O fuso horário é igual ao de Brasília: três horas a menos em relação a Greenwich — UTC-3.

## Geomorfologia

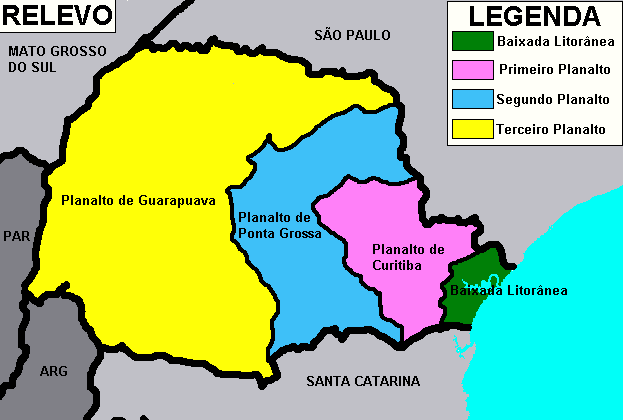
Mapa das unidades geomorfológicas do Paraná.

40% do território, no Norte do Paraná, se encontra revestido pela terra roxa, o melhor solo do Brasil. Ela expandiu a cafeicultura, no estado, desde 1920. Tanto os solos das florestas como das formações campestres são inférteis. Nestes últimos, estão sendo empregadas tecnologias inovadoras para sua melhor utilização.
Mais de 52% do território do Paraná localiza-se além de 600 m e 89% para além de 300 m; apenas 3% localiza-se aquém de 200 metros. Dominam o relevo do estado as áreas aplainadas dispostas a enorme altitude, formando planaltos montanhosos que compõem as serras do Mar e Geral. Cinco unidades geomorfológicas ocorrem do litoral ao interior, nessa ordem: baixada litorânea, serra do Mar, planalto cristalino, planalto paleozoico e planalto basáltico.

### Baixada litorânea
A baixada litorânea compõe um cinturão de terrenos planos com mais de noventa quilômetros de comprimento médio. Abrange solos baixos e alagáveis (planícies de aluvião e areias) e colinas cristalinas com mais de cinquenta metros de altitude. Em sua parte norte, a baixada litorânea se divide para ceder lugar à baía de Paranaguá, cuja característica em formato de dedo é resultado da entrada do mar por intermédio de antigos vales de rios, ou seja, do aparecimento de rias. O Paraná possui 98 km de litoral, o segundo menor do Brasil, superado apenas pelo Piauí, com 68 praias, destacando-se entre as mais famosas, a saber: da Barra do Saí, Coroados, em Guaratuba; Prainha, Mansa, Bela, Brava ou Caiobá, Central, Riviera, em Matinhos; e praia de Leste, em Pontal do Paraná.

### Serra do Mar
A serra do Mar bordeja o planalto cristalino a leste e ocupa com suas fortes montanhas a planície litorânea. No estado do Paraná, ao invés do que aparece em São Paulo, a serra encontra-se subdividida em maciços isolados, entre os quais se introduz a altitude média do planalto cristalino (900 m) até atingir o rebordo leste. Geralmente, os maciços excedem essa cota em cem metros. Isso faz com que no Paraná a serra do Mar, além da escarpa voltada a leste com um desnivelamento de mil metros, também possua uma interna, virada a oeste. Entretanto, esta apresenta um desnivelamento de somente 100 metros. Escrevendo um imenso arco desde São Paulo até Santa Catarina, a serra recebe várias denominações locais, como Capivari Grande, Virgem Maria, Ibitiraquire, Morena, Graciosa (onde se encontra a Estrada da Graciosa), Marumbi (onde se localiza o Parque Estadual Pico Marumbi), da Prata, entre outras. Na serra do Mar, se encontram as mais elevadas altitudes do estado. O ponto mais alto do estado é o pico Paraná, com 1 877 m, na serra do Mar.

### Planalto cristalino
O planalto cristalino, também denominado primeiro planalto paranaense ou de Curitiba, possui um cinturão de terrenos cristalinos, que vai de norte a sul, a oeste da serra do Mar, com um comprimento regular de cem metros e mais de 900 metros de altitude. A topografia oscila de escarpada, na porção setentrional, a levemente ondulada, na parte sul. Um lago antigo, atualmente muito sedimentado, compõe a bacia sedimentar de Curitiba.

### Planalto paleozoico
O planalto paleozoico, também denominado segundo planalto paranaense ou dos Campos Gerais (ou de Ponta Grossa), se propaga em solos paleozoicos. Limita-se, a leste, com uma escarpa, a Serrinha, desce para o planalto cristalino e, a oeste, com a cuesta da serra da Esperança, eleva-se para o basáltico. O planalto paleozoico é topograficamente leve e ligeiramente inclinado para oeste: em seu extremo leste atinge 1 200 metros de altitude e, na encosta da serra Geral, ao ocidente, marca apenas 500 metros. Compõe um cinturão de terras de mais de 100 km de comprimento e desenha uma imensa meia-lua, cuja concavidade está voltada a leste.

### Planalto basáltico
O planalto basáltico, ou terceiro planalto paranaense, também denominado de Guarapuava, é a maior das unidades geomorfológicas do estado. É limitado, a leste, pela serra Geral, que, com um desnivelamento de 750 metros, abrange o planalto paleozoico. A oeste, o limite é demarcado pelo rio Paraná, que a jusante do local onde se localizavam os saltos de Sete Quedas compõe admirável desfiladeiro. Realmente, o planalto se estende para além dos limites do Paraná e pertence aos territórios do estado brasileiro de Mato Grosso do Sul, dos departamentos paraguaios de Canindeyú e Alto Paraná e da província argentina de Misiones.
Da mesma forma que o planalto paleozoico, o basáltico desce suavemente para oeste: diminui de 1 250 metros, a leste, para 300 metros nas orlas do rio Paraná (a montante de Sete Quedas). Constituído por uma série de derrames basálticos, postos em pilha uns em cima dos outros, esse planalto compreende a metade oeste do território estadual. Seus solos, que se desenvolvem com base nos produtos de deterioração do basalto, formam a “terra roxa”, conhecida por ser um solo fértil para a agricultura, mais precisamente a cafeicultura.

## Hidrografia

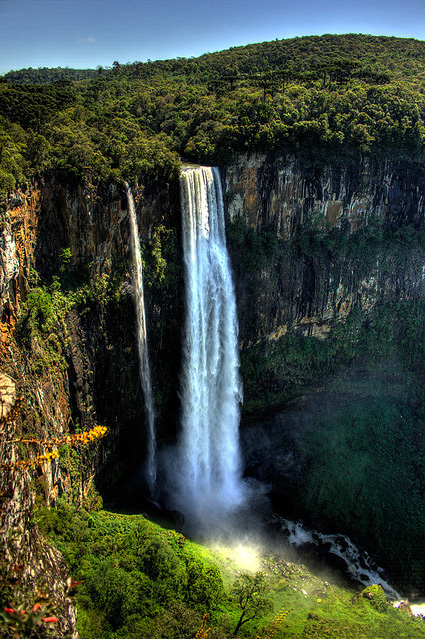
Salto São Francisco, a maior queda d'água do sul do Brasil.

A rede hidrográfica abrange rios, que descem em direção à costa, e flúmens que se dirigem a oeste, afluentes do rio Paraná. Os primeiros possuem cursos de água pequenos, porque suas nascentes situam-se perto do litoral. Os mais extensos são os que vão em direção ao estado de São Paulo, onde engrossam as águas do rio Ribeira de Iguape. Boa parte da área do estado pertence, então, aos afluentes do rio Paraná, dos quais os mais longos são Paranapanema, que possui limite com São Paulo, e o Iguaçu, que confina, parcialmente, com Santa Catarina e a província argentina de Misiones. O rio Paraná demarca os limites ocidentais do estado, separando-o a sudeste de Mato Grosso do Sul e a leste dos departamentos paraguaios de Alto Paraná e Canindeyú.
No ponto de encontro dos limites de Mato Grosso do Sul-departamento paraguaio de Canindeyú, Paraná-Mato Grosso do Sul e Paraná-departamento de Canindeyú situavam-se os saltos de Sete Quedas, constituídos pelo rio Paraná quando o curso de água desce do planalto basáltico ao desfiladeiro que o levava à planície platina. Em 1982 o lago da represa de Itaipu submergiu os dois saltos, diante de manifestação dos ecologistas. Mais ao sul, o rio Iguaçu também corre do planalto basáltico diretamente para a garganta. Compõe então os saltos do Iguaçu, que não foram atingidos pelo erguimento da barragem, por estar situada Itaipu a montante do encontro dos dois rios.
Segundo o Instituto das Águas do Paraná, existem onze unidades aquíferas no estado. São elas: costeira, no litoral; pré-Cambriana, no sudeste; a Guabirotuba, na região de Curitiba; Karst, na bacia do rio Ribeira do Iguape; Paleozóica Inferior, Média-Superior e Superior, nos Campos Gerais; Guarani, no limite entre o segundo e o terceiro planalto. Por fim, Serra Geral sul, no sudoeste; S. G. norte, no oeste, no centro, no setentrião e em parte do nordeste; e Caiuá, no noroeste.

## Clima
O Paraná compreende três tipos climáticos: os climas Cfa, Cfb e Cwa da classificação de Köppen. O clima Cfa, subtropical com chuvas bem divididas no decorrer do ano e verões cálidos, aparece em duas porções diferentes do estado, na planície litorânea e nas partes mais baixas do planalto, ou seja, em sua parte oeste. Bate temperaturas médias anuais de 19 °C e pluviosidade de 1 500 mm anuais, um pouco mais alta no litoral do que no interior.
|                           |  |                                           |
| Mapa climático do Paraná. |  | Curitiba é a capital mais fria do Brasil. |

O clima Cfb, temperado oceânico com chuvas bem divididas no decorrer do ano e verões suaves, aparece na porção mais alta e abrange o planalto cristalino, o paleozoico e a leste do basáltico. As temperaturas médias anuais variam em 17 °C e o índice chuvoso atinge mais de 1 200 mm anuais.
O clima Cwa, subtropical com invernos secos e verões cálidos, aparece na parte norte-ocidental do território estadual. Constitui o denominado clima tropical de altitude, pois, em contraposição aos dois descritos acima, que marcam chuvas bem divididas ao longo do ano, este possui índice chuvoso característico dos regimes tropicais, com verões chuvosos e invernos secos. A média térmica anuais varia por volta de 20 °C e o índice chuvoso atinge 1 300 mm anuais. Quase todo o território estadual está vulnerável a mais de cinco dias de geada anuais, porém, na parte sul e nas porções mais altas dos planaltos são registrados cerca de dez dias. A neve é um fenômeno raramente visto na região de Curitiba.

## Vegetação
Duas categorias de vegetação aparecem no Paraná: florestas e campos. As florestas são subdivididas em tropicais e subtropicais. Os campos, em limpos e cerrados. A floresta tropical pertence à Mata Atlântica, que revestia toda a fachada leste do Brasil com suas formações latifoliadas. No Paraná compreendia uma área que equivale a 46% do estado, aí inclusas as partes mais baixas (baixada litorânea, sopés da serra do Mar, vales do Paraná, Iguaçu, Piquiri e Ivaí) ou de mais baixa latitude (toda a porção norte do estado).
|                                                                                            |  |                      |
| As florestas de araucárias são típicas da região Sul do Brasil e principalmente do Paraná. |  | Ilex paraguariensis. |

A floresta subtropical constitui uma floresta mista integrada por latifoliadas e coníferas. Estas últimas são constituídas pelo pinheiro-do-paraná (Araucaria angustifolia), que não ocorre em agrupamentos puros. A floresta mista ou mata dos pinheiros revestia as partes mais altas do estado, ou seja, boa parte do planalto cristalino, o extremo leste do basáltico e uma pequena porção do paleozoico. Essa formação compreendia 44% do território do Paraná e ainda a porção dos estados paulista, catarinense e gaúcho. Na atualidade, constitui a floresta mais economicamente explorada do Brasil, por ser a única que possui abundância de indivíduos da mesma espécie (pinheiros) em agrupamentos bastante densos (embora não puros) para permitir fácil exploração.
Além do pinheiro, a floresta ombrófila mista apresenta espécies latifoliadas economicamente valiosas como a imbuia, o cedro e a erva-mate. Nos últimos anos do século XX, somente restavam poucas florestas no estado. A desflorestação para extração da madeira e abertura de campos para lavoura ou pastoreio quase eliminou completamente a floresta ombrófila mista. Os últimos remanescentes das florestas do Paraná se encontram na planície litorânea, na encosta da serra do Mar e nos vales dos rios Iguaçu, Piquiri e Ivaí.
Os campos limpos existem sob o formato de manchas espalhadas pelos planaltos paranaenses. A maior extensão dessas manchas é a dos denominados campos gerais, recobrindo a toda parte leste do planalto paleozoico e descrevendo uma gigantesca meia-lua no mapa estadual de biomas. Demais manchas de campo limpo são as de Curitiba e Castro, no planalto cristalino, as de Guarapuava, Palmas e demais, pequenas, no basáltico. Os campos limpos compreendem por volta de nove por cento do território do Paraná. Os campos cerrados são pouco expressivos no Paraná, onde abrangem área muito pequena — inferior a um por cento da superfície do estado. Compõem pequenas manchas no paleozoico e no basáltico.

## Ecologia e fauna
No Paraná, segundo o Instituto Chico Mendes de Conservação da Biodiversidade existem 29 UCs, sendo 5 parques nacionais, 2 estações ecológicas, 3 florestas nac., 2 áreas de proteção ambiental, 1 refúgio de vida silvestre e 14 reservas biológicas.

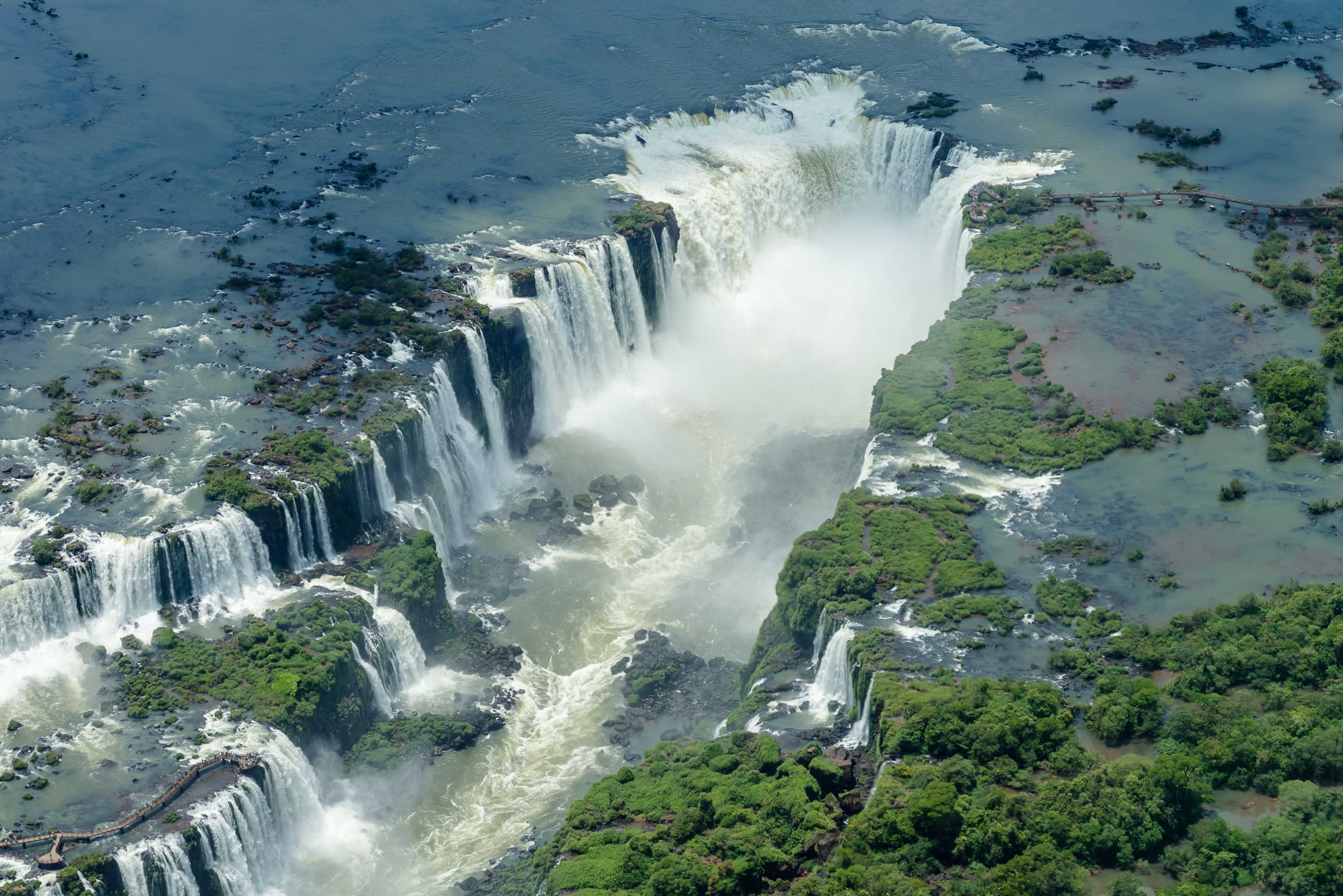
Panorama aérea das cataratas do Iguaçu, fronteira Argentina-Brasil.

Quinze das 29 unidades de conservação administradas pelo governo brasileiro, através do IBAMA, órgão vinculado pelo Ministério do Meio Ambiente, são as citadas numericamente acima no parágrafo anterior. O número de parques nacionais é de cinco: do Iguaçu, (em Foz do Iguaçu, São Miguel do I., Serranópolis do I., Matelândia e Céu Azul), de Ilha Grande (em Altônia, São Jorge do Patrocínio, Alto Paraíso e Icaraíma), do Superagui (em Guaraqueçaba, Paranaguá e Antonina), dos Campos Gerais (em Ponta Grossa, Castro e Carambeí) e de Saint-Hilaire/Lange (em Matinhos, Guaratuba, Paranaguá e Morretes). São três as florestas nacionais: de Açungui (em Campo Largo), de Irati, (em Teixeira Soares e Fernandes Pinheiro), de Piraí do Sul (no município homônimo). Há duas áreas de proteção ambiental: de Guaraqueçaba (em Guaraqueçaba, Antonina e Paranaguá), das Ilhas e Várzeas do Rio Paraná, (em Diamante do Norte, Marilena, Nova Londrina, Porto Rico, Querência do Norte e São Pedro do Paraná). Existem apenas duas estações biológicas: de Guaraqueçaba (em Guaraqueçaba) e da Mata Preta (em Clevelândia e Palmas). São 14 as reservas biológicas: das Perobas (em Tuneiras do Oeste e Cianorte) e das Araucárias (em Imbituva, Ipiranga e Teixeira Soares). Existe um refúgio de vida silvestre: dos Campos de Palmas (no município homônimo e General Carneiro).

Gralha-azul (Cyanocorax caeruleus)

A fauna paranaense varia conforme o ambiente geográfico e é formado por espécies terrestres, que habitam as florestas e os campos, e aquáticas, que vivem nos rios ou no mar, além de anfíbios, que possuem “habitat” tanto na terra como na água. Entre as espécies terrestres destacam-se, entre várias delas, a anta ou tapir, guará, guaraxaim, caititu, bugio, onça, gato-maracajá, jaguatirica, tatu, paca, veado e quati, cobras, além das aves, como papagaio, tucano, gralha, pica-pau, bem-te-vi, etc. Na fauna aquática destacam-se alguns exemplos de peixes. São eles: jaú, dourado, pintado e o surubim, encontrados especialmente no rio Paraná e afluentes. Da fauna do mar existem: pescada, tainha, robalo, linguado e uma grande quantidade de demais peixes, além do boto, o qual é um mamífero. Dentre os anfíbios existem a capivara, cágado, tartaruga-marinha, lontra, ariranha e o próprio jacaré, este que se encontra no rio Paraná e certos rios litorâneos.
A Lei Estadual do Paraná n.º  7957, de 21 de novembro de 1984, declarou como ave-símbolo a gralha-azul, que não é conhecida por muitos paranaenses.